# Попеляны
Попеляны (укр. Попеляни) — село в Щирецкой поселковой общине Львовского района Львовской области Украины.
Население по переписи 2001 года составляло 348 человек. Население по данным 2025 года составляло ↘270 человек. Занимает площадь 0,71 км². Почтовый индекс — 81176. Телефонный код — 3230.